# Буфало, Гаспар дель
Га́спар дель Бу́фало (итал. Gaspare del Bufalo, 6 января 1786, Рим — 28 декабря 1837, Рим) — святой Римско-католической церкви, священник, основатель мужской монашеской конгрегации «Миссионеры Драгоценнейшей Крови Христовой» (CPPS).

## Биография
Гаспар дель Буфало родился 6 января 1776 года в Риме. Был рукоположён в сан священника в 1808 году. Вместе с другими священниками отказался присягнуть Наполеону Бонапарту, за что был сослан в ссылку в Северную Италию, где пробыл с 1810 по 1814 год. 
После возвращения в Рим в 1814 году хотел вступить в орден иезуитов, но по просьбе папы Пия VII, который назначил его в министерство проповедования Папской области, отказался от своего желания и остался в Риме. 
15 августа 1815 года основал конгрегацию «Миссионеры Драгоценнейшей Крови Христовой», и впоследствии вместе с Марией де Маттиас основал женскую ветвь конгрегации, которая стала называться «Адоратки Крови Христовой».
Занимался активной пастырской и социальной деятельностью среди бедных и маргинальных слоёв населения в центральной Италии, особенно в Папской области. Основал приют святого Галла в Риме. Был знаком со святыми Викентием Паллотти и Викентием Страмби. Осенью 1837 года заболел холерой и умер 28 декабря 1837 года в Риме.

## Прославление

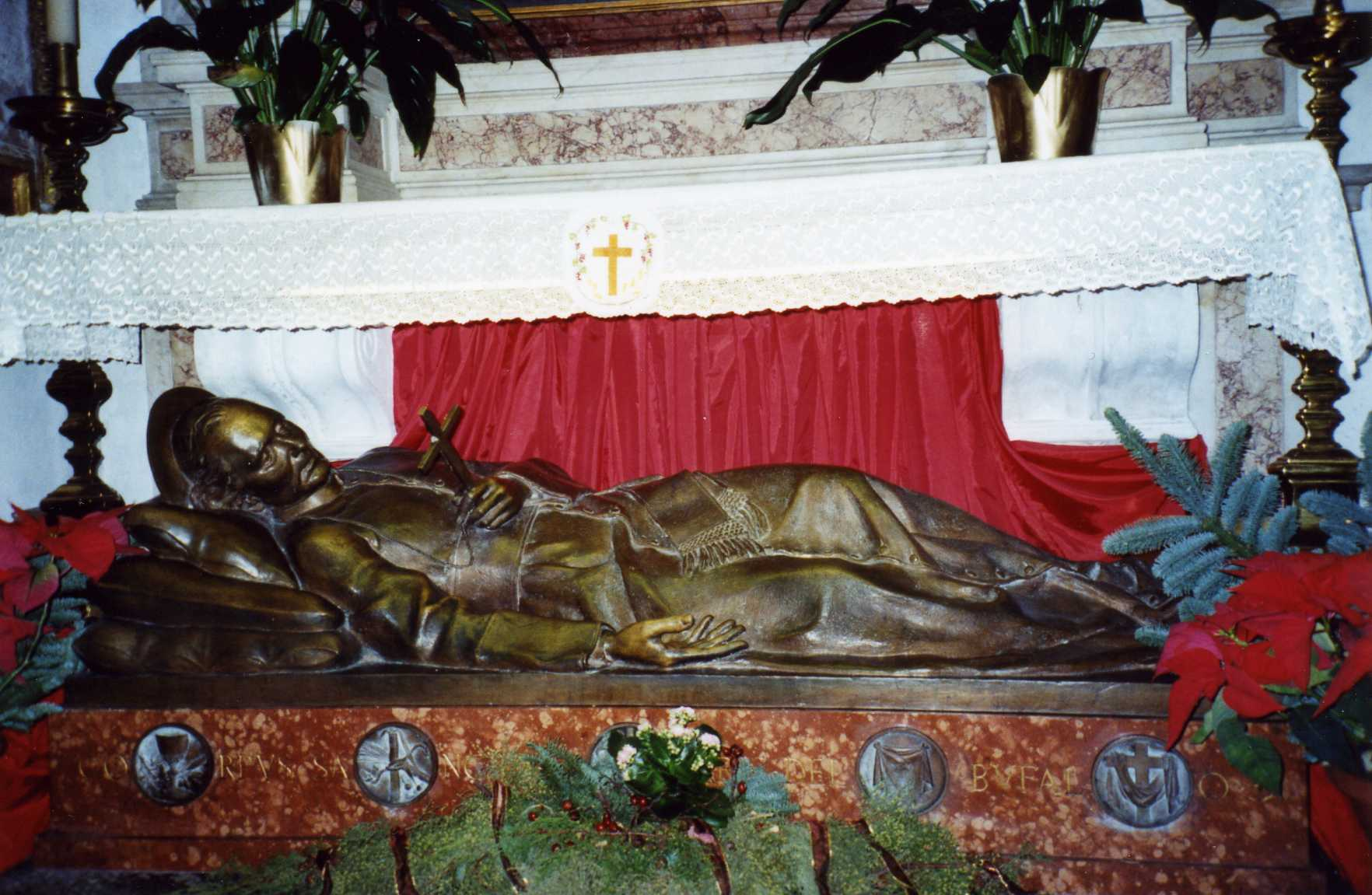
Могила св. Гаспара дель Буфало в римской Церкви Санта-Мария-ин-Тривио (рядом с фонтаном Треви).

18 декабря 1904 года Гаспар дель Буфало был причислен к лику блаженных папой Пием X, 12 июня 1954 года был причислен к лику святых папой Пием XII.
День памяти — 21 октября.

## Источник
- Католическая энциклопедия, т.1., изд. Францисканцев, М., 2002, стр. 1197, ISBN 5-89208-037-4